# فيليكس جونز
فيليكس جونز (بالإنجليزية: Felix Jones)‏ (و. 1987  م) هو لاعب كرة قدم أمريكية، من الولايات المتحدة، ولد في تولسا، أوكلاهوما، يلعب كجناح ‏.

## التعليم
تعلم في Booker T. Washington High School (Oklahoma) ‏.

## روابط خارجية
- فيليكس جونز على موقع مرجع كرة القدم المحترفة.كوم (الإنجليزية)